# Rafah-Offensive

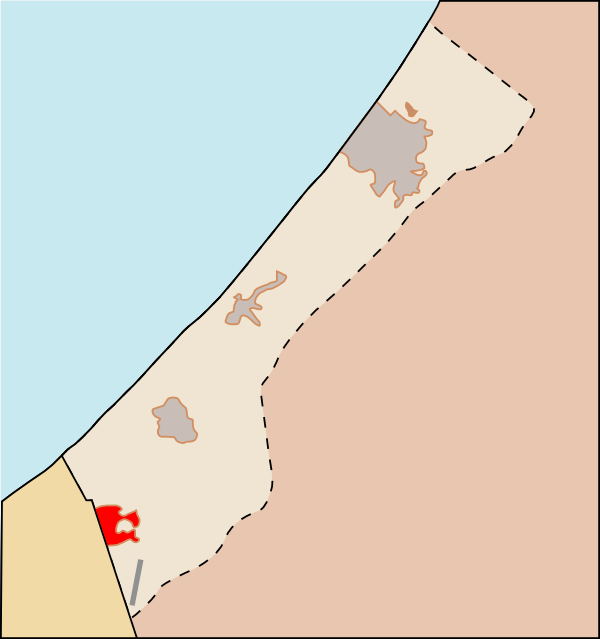
Lage von Rafah (rot) im Gazastreifen

Die Rafah-Offensive ist eine seit dem 6. Mai 2024 andauernde israelische Offensive in der Stadt Rafah als Teil der Israelischen Militäroperation „Eiserne Schwerter“ im Gazastreifen. Das im Süden des Gazastreifens, an der Grenze zu Ägypten gelegene Rafah gilt als eine Hochburg der Terrororganisation Hamas, in welcher nach israelischer Darstellung vier der sechs verbliebenen Bataillone der Organisation und eine nicht näher genannte Zahl an Geiseln vermutet werden. Mit der Offensive erhofft sich Israel eine Erhöhung des Drucks in den Geiselverhandlungen. Da sich zum Zeitpunkt der Offensive schätzungsweise 1,2 bis 1,5 Millionen Zivilisten im Gebiet von Rafah befanden, welche aus dem Norden des Gazastreifens geflüchtet oder vertrieben worden waren, rief das israelische Vorgehen allgemeine Ablehnung und heftige Kritik der internationalen Staatengemeinschaft, darunter der EU und USA, hervor.
Südafrika brachte aufgrund der Offensive einen Antrag gegen Israel aufgrund des Verdachts des Verstoßes gegen die Völkermordkonvention beim Internationalen Gerichtshof ein. Das Gericht wies Israel am 24. Mai 2024 an, seinen Militärangriff auf die Stadt Rafah einzustellen. Trotz dieser Anordnung setzte Israel die Offensive fort.
Am 12. September 2024 verkündeten die IDF, dass sie die operative Kontrolle über das gesamte Stadtgebiet erlangt hätten und die Rafah-Brigade der Hamas vollständig besiegt worden sei.

## Hintergrund

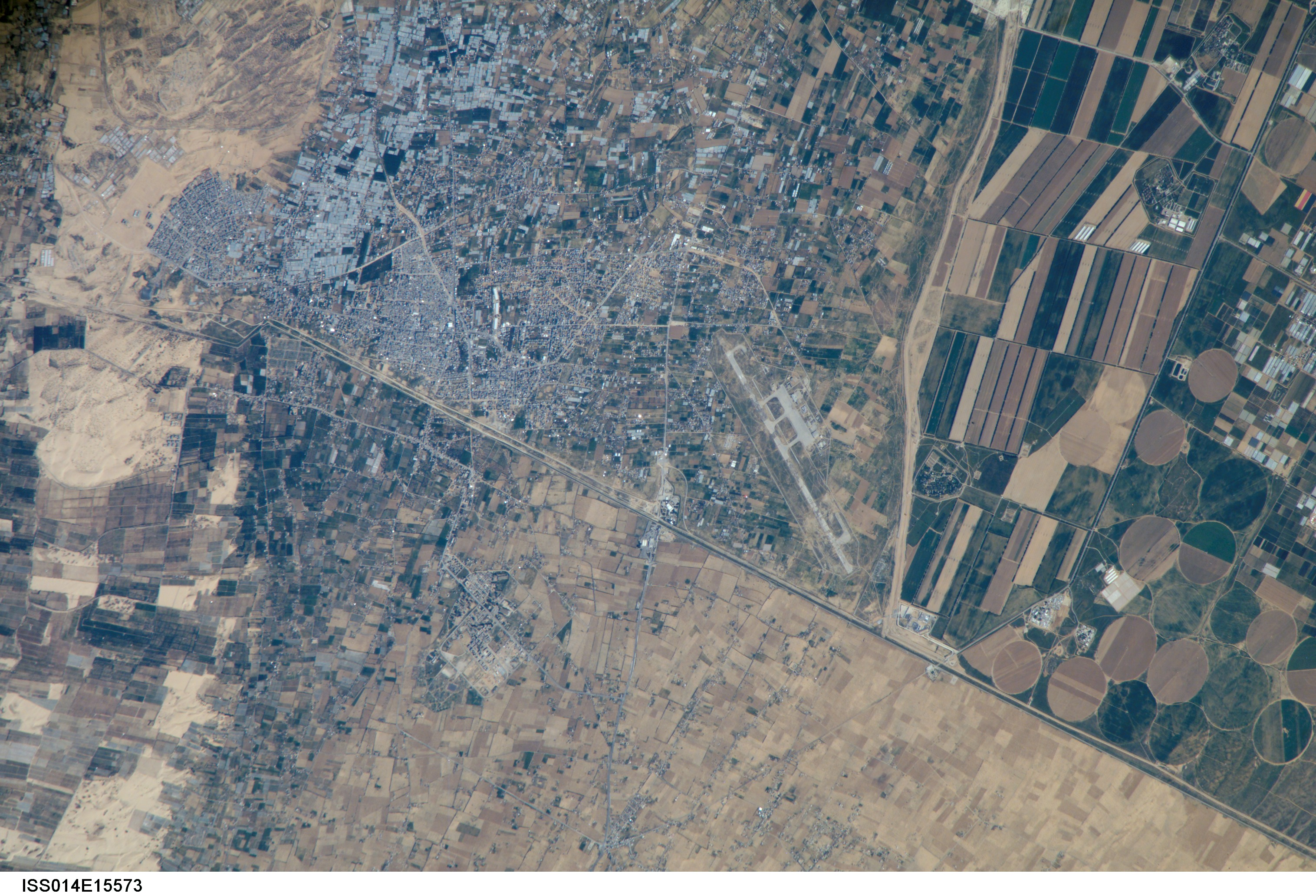
Aufnahme von Rafah aus der Luft (2007). Unterhalb des dicht bebauten Stadtgebietes, etwa in Bildmitte, verläuft von West nach Ost die ägyptische Grenze. Rechts an das Stadtgebiet angrenzend, vor den landwirtschaftlichen Anlagen, verläuft Von Nord nach Süd die israelische Grenze.

Am 7. Oktober griff die Hamas Israel an und begann somit den Krieg zwischen Israel und der Hamas.
Israel marschierte am 27. Oktober in den Gazastreifen ein und ordnete die Evakuierung des nördlichen Gazastreifens an.
Israel nannte als Kriegsziele die Befreiung der während des Terrorangriffs der Hamas auf Israel 2023 verschleppten Geiseln sowie die Zerschlagung des militärischen Flügels und der Führungsfähigkeiten der Hamas.
Israel festigte schließlich die Kontrolle über den Norden des Gazastreifens und marschierte in Chan Yunis im Süden ein. Zivilisten wurden zur Evakuierung aufgefordert, und viele gingen nach Rafah. Nachdem andere Städte in Gaza entvölkert waren, wurde Rafah mit mehr als 1,4 Millionen Einwohnern zur bevölkerungsreichsten Stadt im Gazastreifen. Luftangriffe auf Rafah begannen am 8. Oktober und dauerten während des gesamten Krieges an.
Bereits Mitte Dezember 2023 stellte Israel eine offizielle Anfrage an Ägypten, seine Streitkräfte in der Philadelphi-Passage stationieren zu dürfen, was jedoch von ägyptischer Seite abgelehnt wurde. Die Philadelphi-Passage, welche auf der Gaza-Seite entlang der ägyptischen Grenze verläuft, ist Teil einer entmilitarisierten Zone und wird seit der Machtübernahme der Hamas im Jahr 2007 von der Terrorgruppe beherrscht. Darunter mit Rafah auch der einzige nicht von Israel kontrollierte Grenzübergang des Gazastreifens. Israel argumentierte, dass es zur Erfüllung einer seiner obersten Kriegsziele, der Zerschlagung der Hamas, notwendig sei, in Rafah einzurücken, in welchem sich vier der verbliebenen sechs Hamas-Bataillone befinden sollen. Zudem teilte Premierminister Benjamin Netanjahu auf einer Pressekonferenz mit, dass die Hamas Waffen über die ägyptische Grenze bei Rafah schmuggle, was von Ägypten vehement bestritten wurde. Ägypten brachte Bedenken vor, dass eine Bodenoperation im Gebiet von Rafah dazu führen könnte, dass Tausende Palästinenser im Zuge einer Fluchtbewegung die Grenzanlagen durchbrechen und auf die Sinai-Halbinsel gelangen, von wo aus Israel ihnen eine Rückkehr nach Gaza verweigern könnte. Ägypten wolle daher eine mögliche Ethnische Säuberung nicht begünstigen.
Ab 8. Februar 2024 verstärkte Israel seine Angriffe auf Rafah, nachdem Premierminister Netanjahu eine Ausweitung der Militäroffensive auf die südlichste Stadt in Gaza angekündigt hatte. Es kam daraufhin zu einer Intensivierung der Luftangriffe und zu Panzerbeschuss auf Gebiete im Osten von Rafah. Netanjahu sagte, dies sei eine Reaktion auf die „wahnhaften Forderungen“ der Hamas in den Verhandlungen, dass sich Israel vollständig aus dem Gazastreifen zurückziehen und die Kämpfe einstellen solle. Ägyptische Sicherheitsquellen teilten daraufhin mit, die Grenzanlagen zu Gaza ausgebaut und rund 40 gepanzerte Fahrzeuge in den Nordosten des Sinai verlegt zu haben. Der Einsatz erfolge im Vorfeld der Ausweitung der israelischen Militäroperationen rund um die Stadt Rafah. Am Morgen des 12. Februar 2024 gaben israelische Behörden bekannt, dass zwei beim Angriff auf Nir Jitzchak entführte Männer im Alter von 61 und 70 Jahren, 128 Tage nach ihrer Gefangennahme, im Zuge einer nächtlichen Militäroperation („Operation Goldene Hand“) aus einem Gebäude in Rafah befreit und nach Israel zurückgebracht werden konnten.
Am 24. April 2024 teilten die IDF mit, dass die beiden Reservebrigaden Yiftach und Carmeli, die an der Nordgrenze operiert hatten, die Verantwortung für Gebiete im zentralen Gazastreifen übernehmen würden, die seit dem weitgehenden Abzug der Truppen aus anderen Gebieten unter israelischer Militärkontrolle geblieben seien. Durch diesen Schritt würden die Truppen der Nachal-Brigade im zentralen Gazastreifen frei, um gemeinsam mit dem Rest der 162. Division künftige Operationen vorzubereiten, darunter eine geplante Offensive in Rafah, wo sich vier der sechs verbliebenen Hamas-Bataillone, namentlich Yabna (Süd), Shaboura (Nord), Tel Sultan (West) und Ost-Rafah, befinden sollen. Zwei weitere Hamas-Bataillone seien im Zentrum des Gazastreifens, in den Lagern Nuseirat und Deir al-Balah. Die IDF operierten bisher im nördlichen Gazastreifen und in Gaza-Stadt, in einigen Teilen des zentralen Gazastreifens sowie in Chan Yunis im südlichen Gazastreifen und gaben an, 18 Hamas-Bataillone zerschlagen zu haben. Über den israelisch besetzten und von West nach Ost durch den Gazastreifen, südlich von Gaza-Stadt verlaufenden Netzarim-Korridor, könne Israel zudem den Zugang zum Norden für Palästinenser kontrollieren, die in den Süden geflüchtet waren. Die Kämpfe hätten schätzungsweise eine Million Zivilisten aus dem Gazastreifen nach Rafah gedrängt, wobei die internationale Gemeinschaft, einschließlich der USA, davor warnten, dass eine Offensive in der Stadt eine ohnehin schon bestehende humanitäre Krise erheblich verschlimmern könnte. Nach wochenlangen Gesprächen mit den USA über Maßnahmen zum Schutz und zur Versorgung der Zivilbevölkerung hat das israelische Verteidigungsministerium 40.000 Zelte mit einer Kapazität für jeweils 10 bis 12 Personen für aus Rafah umzusiedelnde Palästinenser gekauft, welche bei Chan Yunis, einer Stadt etwa 5 Kilometer von Rafah entfernt, aufgebaut wurden.
Am 2. Mai 2024 teilte der US-Außenminister Antony Blinken mit, dass Israel bereit sei, große Kompromisse einzugehen, um einen Waffenstillstand und eine Vereinbarung über die Freilassung von Geiseln mit der Hamas zu erreichen, und dass die Terrorgruppe dafür verantwortlich sei, sicherzustellen, dass eine solche Vereinbarung zustande komme. Eine große Militäroperation in Rafah könne derzeit aufgrund fehlender Pläne zum Schutz und zur Versorgung der Zivilbevölkerung von den USA nicht unterstützt werden. Das jüngste israelische Verhandlungsangebot sehe eine 40-tägige Kampfpause und die Freilassung von fast 1.000 palästinensischen Sicherheitsgefangenen im Austausch gegen Dutzende israelische Geiseln vor. Israel hat die Zahl der Geiseln, die es in der ersten Phase des Abkommens freilassen will, gesenkt. Ein israelischer Beamter teilte mit, dass einer der zur Diskussion stehenden Zeitrahmen eine zehnwöchige Kampfpause im Austausch für 33 lebende Geiseln sei. Die Geiseln, von denen erwartet wird, dass sie im Falle einer Einigung zuerst freigelassen werden, gehören zu einer sogenannten humanitären Kategorie, also Frauen, Kinder, Männer über 50 und Kranke. Israel sei auch offen für die Möglichkeit, dass Gaza-Bewohner in den Norden des Gazastreifens zurückkehren, ohne israelische Sicherheitskontrollen zu durchlaufen. Eine der Möglichkeiten, die derzeit geprüft werden, sei, dass Ägypten für Sicherheitskontrollen verantwortlich sei. Unter keinen Umständen würde Israel jedoch zustimmen, den Krieg für beendet zu erklären.
Israels nationaler Sicherheitsberater Zachi Ha-Negbi teilte am 4. Mai mit, dass eines der Ziele der Rafah-Operation darin bestehe, die Chancen auf einen Geiselfreilassungsdeal zu erhöhen und die Hamas von der ägyptischen Grenze abzuschneiden. Am 5. Mai berichteten israelische Medien, dass unter anderem die rechten Minister Orit Strook (Siedlungen und nationale Missionen), Itamar Ben-Gvir (Nationale Sicherheit), Miki Zohar (Kultur und Sport) und Bezalel Smotrich (Finanzen) Kritik an Netanjahu geäußert und mit einer Koalitionsauflösung gedroht hätten. Es sei unter anderem um das Nachgeben vor internationalem Druck, einer Verzögerung der Rafah-Operation und inakzeptablen Zugeständnissen an die Hamas gegangen. Der Druck erhöhte sich am selben Tag, nachdem die Hamas mindestens zehn Raketen aus der Gegend von Rafah abgefeuert und damit eine israelische Truppenansammlung im Grenzgebiet Kerem Schalom getroffen hatte. Dabei waren vier israelische Soldaten getötet und zehn weitere verwundet worden. Als Reaktion darauf führte die IDF Angriffe in Rafah durch, darunter auf die Abschussrampen und ein angrenzendes, von der Hamas genutztes Gebäude. Ersthelfer berichteten von 16 Toten infolge der israelischen Attacken.

## Militärischer Ablauf

### Mai

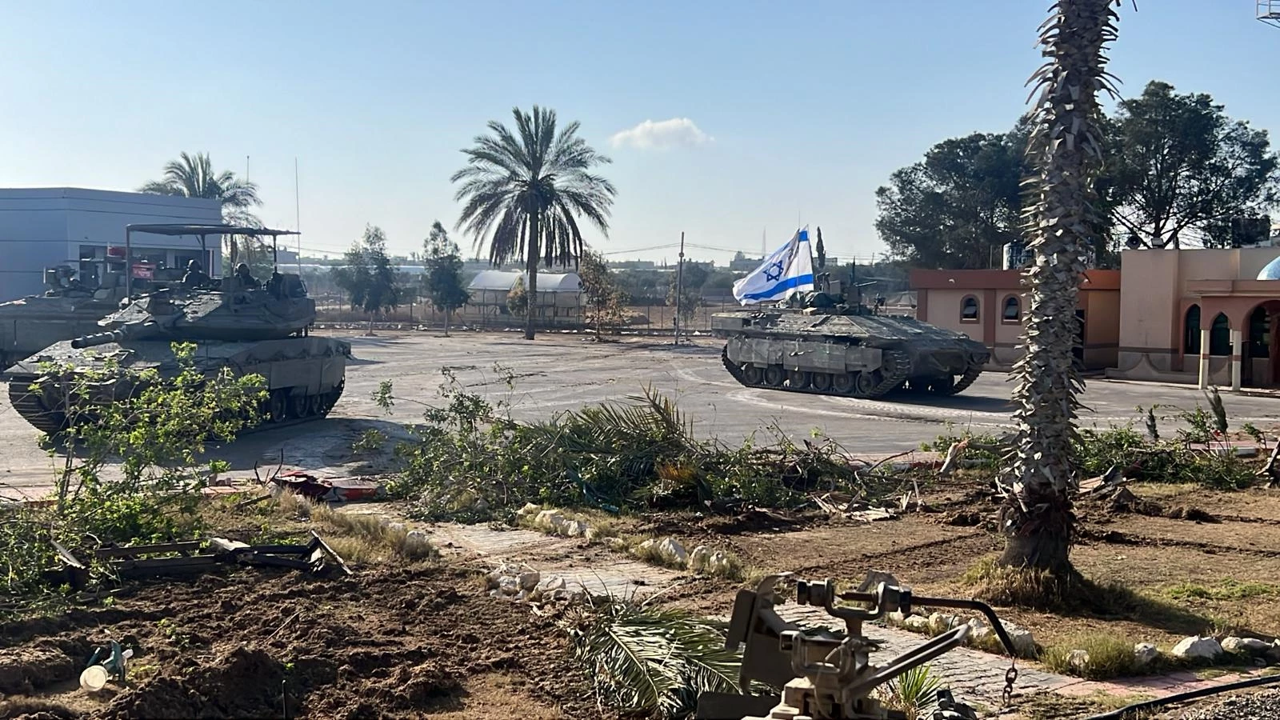
Israelische Panzer in Rafah

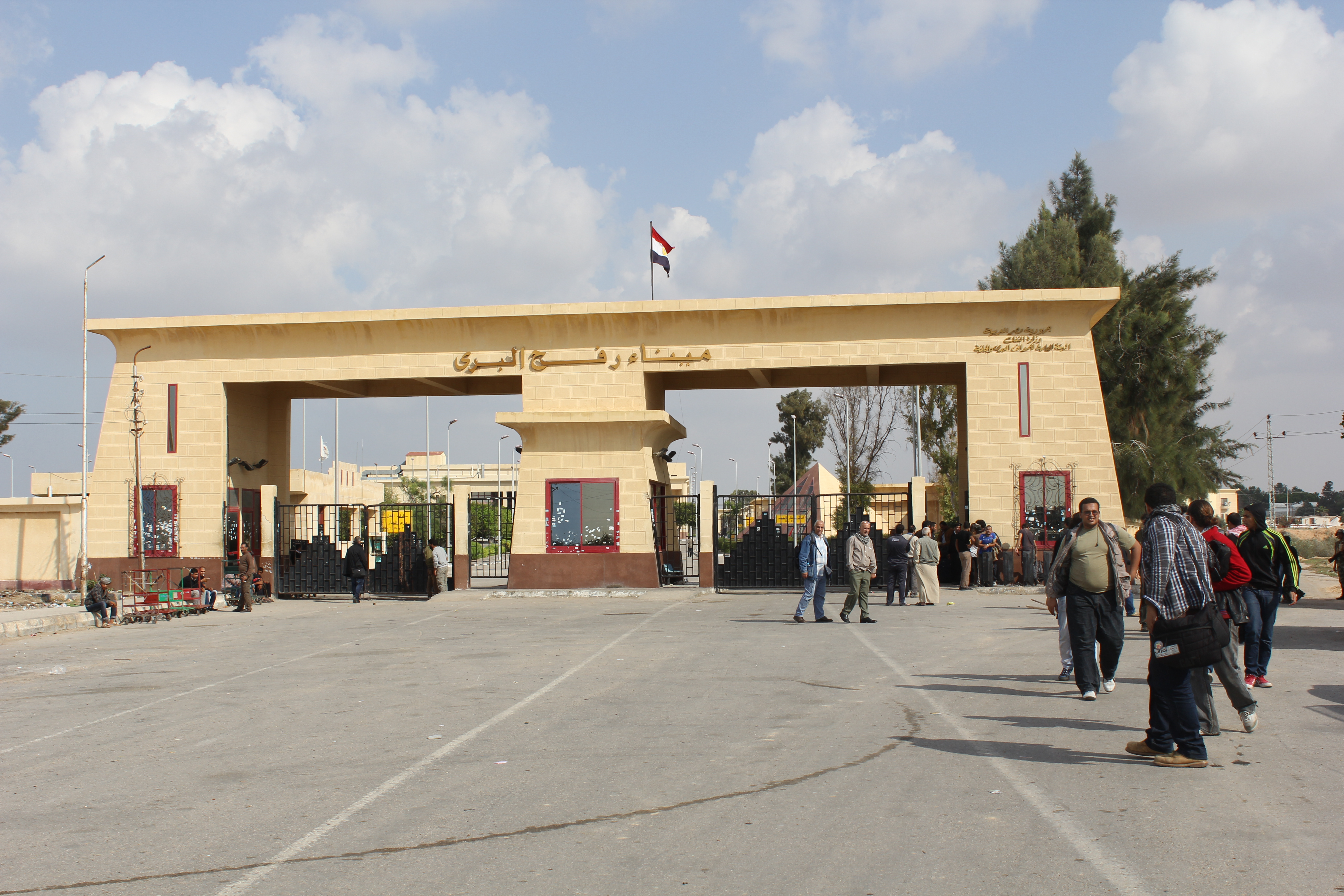
Ägyptische Seite des Grenzüberganges Rafah

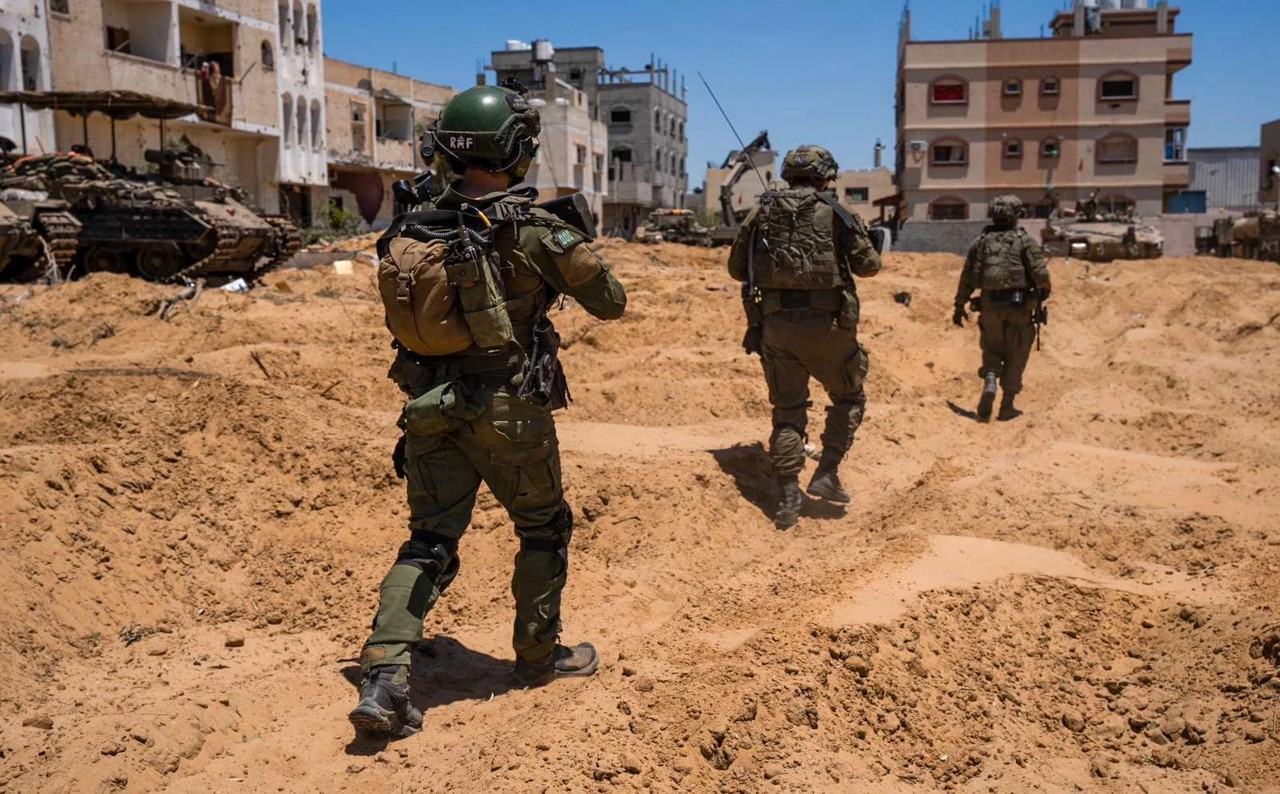
Israelische Truppen im Osten der Stadt

Am 6. Mai 2024 forderte das israelische Militär (IDF) die Zivilbevölkerung der östlichen Viertel von Rafah zur Evakuierung in eine erweiterte humanitäre Zone in den Gebieten al-Mawasi und Chan Yunis auf. Die IDF nutzten dazu unter anderem Flugblätter sowie Textnachrichten und veröffentlichten eine Karte mit den entsprechenden Zonen. Premierminister Netanjahu verkündete per Videobotschaft, dass das Ziel der Rafah-Operation die Zurückholung der Geiseln, sowie die Zerschlagung der verbleibenden militärischen Fähigkeiten und der Herrschaftsfähigkeit der Hamas sei. Das israelische Verhandlungsteam in Kairo sei angewiesen worden, an den israelischen Bedingungen für die Freilassung der Geiseln und an seinen Sicherheitsforderungen festzuhalten, während mit der Operation in Rafah der militärische Druck erhöht werde. Israels Verteidigungsminister Joaw Galant teilte während eines Truppenbesuchs an der Südgrenze von Gaza mit, dass er den Angriff auf das Gebiet von Rafah befohlen habe und das die Operation nicht aufhören werde, bis die Hamas in der Gegend eliminiert sei oder die erste Geisel nach Israel zurückkehre. Auch Kriegskabinettsminister Benny Gantz teilte mit, dass die Kämpfe nach Bedarf fortgesetzt und ausgeweitet werden könnten, Jerusalem jedoch immer noch offen für einen Deal zur Freilassung der Geiseln sei.
Im Zuge einer nächtlichen Pressekonferenz teilte der IDF-Sprecher Daniel Hagari mit, dass die israelische Luftwaffe (IAF) im Laufe des Tages Angriffe gegen mehr als 50 Standorte von Terrorgruppen im Gebiet Rafah durchgeführt habe, während sich das Militär auf Bodenoperationen vorbereite. Am Morgen des 7. Mai teilten die IDF mit, dass die 401. Panzerbrigade den in Gaza befindlichen Teil des Grenzübergangs Rafah erobert habe, womit der Übergang nach Ägypten von der Saladinstraße im Osten von Rafah abgeschnitten worden sei. Die Straße selbst sei während der nächtlichen Operationen von der Givʿati-Brigade gesichert worden. Im Zuge der Kampfhandlungen seien etwa 20 bewaffnete Personen getötet sowie drei Tunnelschächte lokalisiert worden.
Der nationale Sicherheitsberater des Weißen Hauses, John Kirby, verkündete, dass laut israelischer Mitteilung die Operation in Rafah begrenzt sei und dazu dienen solle, den Schmuggel von Waffen, Geldern und verbotenen Gütern aus Ägypten nach Gaza zu verhindern. Diese Aussage wurde von der israelischen Tageszeitung Haaretz bestätigt. Ein noch am ersten Angriffstag von der Hamas unterbreiteter Geiselfreilassungs- und Waffenstillstandsvorschlag wurde von israelischer Seite als unzureichend abgelehnt.
Am Abend des 8. Mai veröffentlichten die IDF Filmmaterial vom Beginn der Operation im Osten von Rafah sowie Ausschnitte von den Kämpfen in der Region. Nach Angaben der IDF wurden in der Gegend etwa 100 Ziele getroffen und etwa 30 bewaffnete Personen getötet, als die 162. Division vorrückte und die Gaza-Seite des Grenzübergangs Rafah eroberte. Zu diesem Zeitpunkt würden Razzien in der Gegend durchgeführt und verdächtige Orte und Gebäude durchsucht, von denen aus das Feuer auf israelische Truppen eröffnet worden sei. Die Hamas habe zudem mehrere Raketen von Rafah aus auf den Süden Israels abgefeuert. Das Flüchtlingshilfswerk UNRWA teilte mit, dass in den drei Tagen seit der Intensivierung der Militäreinsätze rund 80.000 Menschen aus Rafah geflohen seien.
Am Abend des 9. Mai teilten die IDF mit, bislang etwa 50 bewaffnete Männer getötet und weitere zehn Tunnelschächte lokalisiert zu haben. Einer IDF-Schätzung nach hätten bisher rund 150.000 Palästinenser das östliche Gebiet von Rafah verlassen. Am 10. Mai berichtete die britische Nachrichtenagentur Reuters über das Vorrücken israelischer Panzertruppen auf der Saladinstraße innerhalb der Evakuierungszone, während Anwohner von heftigen Kämpfen zwischen israelischen Streitkräften und Bewaffneten der Terrorgruppen Hamas und Islamischer Dschihad im Osten und Nordosten der Stadt berichteten. Der US-Sicherheitssprecher John Kirby sagte, dass die USA nicht glauben, dass die Operation der IDF in Rafah in den letzten 24 Stunden einer groß angelegten Militäroffensive gleichkomme und es den Anschein habe, dass die Operation auf den Grenzbereich beschränkt sei.
Am 11. Mai rief das israelische Militär die Palästinenser in weiteren Teilen von Rafah, namentlich den Lagern Rafah und Shaboura, sowie den Stadtteilen Geneina und Khirbat al-Adas auf, das Gebiet zu evakuieren. Der arabischsprachige IDF-Sprecher Avichay Adraee veröffentlichte eine diesbezügliche Liste der neuen Zonen und warnte die Palästinenser auch davor, sich der israelischen Grenze zu nähern. Der Schritt erfolgte, nachdem das israelische Sicherheitskabinett dafür gestimmt hatte, einer „maßvollen“ Ausweitung der IDF-Operation in Rafah zuzustimmen. Gegen Mittag schätzten die IDF, dass rund 300.000 Palästinenser Rafah in die ausgewiesene humanitäre Zone verlassen haben. Am frühen Nachmittag des 13. Mai wurde die Zahl der aus Rafah geflüchteten Palästinenser vom UNRWA mit rund 360.000 angegeben.
Am Morgen des 14. Mai berichteten Anwohner gegenüber Reuters, dass israelische Panzertruppen westlich der Saladinstraße in die östlichen Stadtteile Al-Jneina, Al-Salam und Al-Brazil eingedrungen seien und es dort zu Auseinandersetzungen komme. Am selben Tag gab das UNRWA bekannt, dass bislang mehr als 450.000 Menschen Rafah verlassen hätten. Der israelische Außenminister Israel Katz forderte Ägypten derweil auf, humanitäre Hilfe über den Grenzübergang Rafah nach Gaza zu organisieren, was Kairo aus Protest gegen die Übernahme des Grenzübergangs durch die IDF ablehnte. Katz gab an, diesbezüglich Gespräche mit seinen britischen sowie deutschen Amtskollegen geführt zu haben und das Israel die Kontrolle des Grenzüberganges Rafah als ein kompromissloses Sicherheitsbedürfnis ansehe.
Am 15. Mai teilte das Militär mit, dass am Vortag der erste israelische IDF-Soldat im Zuge der Rafah-Offensive getötet worden sei. Es handle sich um einen 19-jährigen Soldaten der 7. Panzerbrigade. Zudem sei ein 30-jähriger Israeli, der Arbeiten im Auftrag eines vom Verteidigungsministerium beauftragten Unternehmens ausführte, seinen Verletzungen erlegen, welche er am 13. Mai im Zuge eines Granateneinschlags in der Gegend von Rafah erlitten hatte. Bei dem Mörserangriff waren zudem acht Soldaten verwundet worden, zwei davon schwer. Am Nachmittag des 15. Mai teilte Netanjahu per Erklärung mit, dass es keine Alternative zu einem militärischen Sieg über die Hamas gebe und dass bisher fast 500.000 Menschen das Gebiet von Rafah verlassen hätten, ohne das es zu einer humanitären Katastrophe gekommen sei.
Am Morgen des 16. Mai meldete das Militär, dass die Commando Brigade über Nacht nach Rafah verlegt worden sei und sich der dort befindlichen 162. Division angeschlossen habe. Dieser Schritt wurde als Vorbereitung einer Ausweitung der Offensivbemühungen gewertet. Später am selben Tag bestätigte Verteidigungsminister Galant, dass die Rafah-Operation zur Zermürbung der Hamas mit den zusätzlichen Kräften fortgesetzt werde und dass die Terrororganisation über keine Reserven, keinen ausreichenden Nachschub und keine Fähigkeiten verfüge, verwundete Kämpfer angemessen zu versorgen.
Am 18. Mai meldete das Militär die am Vortag durch einen Luftangriff erfolgte Tötung des Logistikleiters der Terrorgruppe Islamischer Dschihad in Rafah. Dieser sei für die Vorbereitung des Feindes auf die IDF-Offensive verantwortlich gewesen.
Am selben Abend gaben die IDF bekannt, im Zuge der Rafah-Offensive bislang mehr als 130 bewaffnete Personen getötet und zahlreiche Tunnelanlagen im Osten der Stadt lokalisiert zu haben. Zudem seien im Laufe des Tages zwei Soldaten bei Kampfhandlungen getötet und vier weitere teils schwer verwundet worden.
Am 19. Mai verkündete der UNRWA-Generalkommissar Philippe Lazzarini, dass im Zuge der israelischen Militäroperation in Rafah bislang 800.000 Palästinenser zur Flucht gezwungen worden seien und kritisierte das Fehlen einer ausreichenden Wasserversorgung oder angemessener sanitärer Einrichtungen für diese Personen. Am Abend des 20. Mai gab das israelische Militär bekannt, dass bislang schätzungsweise 950.000 Menschen das Gebiet von Rafah verlassen hätten. Aufgrund des Fehlens israelischer Kontrollpunkte geht das Militär davon aus, dass sich unter den Geflohenen auch Mitglieder von Terrorgruppen befanden. Die IDF-Streitkräfte seien bis zum sogenannten brasilianischen Viertel Al-Brazil im Osten von Rafah vorgedrungen, hätten weiterhin die Kontrolle über den Grenzübergang Rafah zu Ägypten und würden Operationen entlang der Philadelphi-Passage durchführen. Am 21. Mai verkündete Abeer Etefa, Sprecherin des UN-Welternährungsprogramms, dass die Vereinten Nationen die Verteilung von Nahrungsmitteln in der Stadt Rafah aufgrund von Versorgungsengpässen und der Sicherheitslage eingestellt hätten.
Am 22. Mai verkündete das Militär die Entsendung der Nachal-Brigade nach Rafah, womit sich bereits fünf IDF-Brigaden im Einsatzraum befinden. Die Einheit soll die bereits vor Ort befindlichen Brigaden 401. (Panzer), Givʿati, Commando und Negev unterstützen, welche derzeit Operationen in den Stadtteilen Al-Brazil und Shaboura durchführen würden. Zudem sei bereits rund die Hälfte der Philadelphi-Passage entlang der ägyptischen Grenze gesichert worden.
Am 26. Mai wurden nach israelischen Militärangaben acht Raketen aus dem Gebiet von Rafah in Richtung Zentralisrael abgefeuert, welche in den israelischen Luftraum eindrangen und zur Auslösung von Raketenalarm in den Städten Tel Aviv, Petach Tikwa und Herzlia, sowie weiteren Gemeinden im Bezirk Tel Aviv führten. Der Beschuss, bei dem es sich um den ersten auf Zentralisrael seit rund vier Monaten handelte und für den die Hamas später die Verantwortung übernahm, konnte größtenteils vom Luftverteidigungssystem Iron Dome abgefangen werden und forderte keine Verletzten. Ein Haus in Herzlia sei jedoch durch Trümmer einer abgefangenen Rakete beschädigt worden. Die IDF waren schon rund eine Woche zuvor davon ausgegangen, dass die Hamas in der Lage sei, von der Gegend um Rafah aus Raketenangriffe auf Zentralisrael zu starten, wenn die Truppen weiter in die Stadt vordringen. Kriegskabinettsminister Benny Gantz nannte den Raketenangriff einen Grund, warum Israel seine Militäroperation fortsetzen müsse. Verteidigungsminister Galant, welcher am 26. Mai Rafah besuchte und über die Kampfeinsätze der israelischen Streitkräfte informiert wurde, erklärte, dass die Ziele in Rafah weiterhin die Eliminierung der Hamas, die Zurückholung der Geiseln und die Wahrung der Handlungsfreiheit seien. Am Abend des 26. Mai führte die israelische Armee nach eigenen Angaben einen Luftangriff mit zwei Präzisionsbomben auf ein Hamas-Gelände im Gebiet Tel al-Sultan im Nordwesten von Rafah durch und tötete dabei unter anderem den Kommandeur des Westjordanland-Hauptquartiers der Hamas, Yassin Rabia. Der Palästinensische Rote Halbmond gab bekannt, dass der Angriff auf ein von Israel als humanitäre Zone erklärtes Gebiet erfolgte und Zelte von Vertriebenen getroffen worden seien. Bei dem Angriff und anschließenden Brand mehrerer Zeltanlagen bzw. provisorischer Unterkünfte wurden laut Gesundheitsbehörden der Hamas mindestens 45 Menschen getötet und dutzende weitere verletzt. Die Palästinensische Autonomiebehörde sprach von einem Massaker, während Israel bekanntgab, aufgrund von Berichten über zivile Opfer eine Untersuchung eingeleitet zu haben. Nach Armeeangaben sei der Angriff im Einklang mit dem Völkerrecht, unter Einsatz von Präzisionsmunition und auf Grundlage von Geheimdienstinformationen erfolgt.
Am 27. Mai bezeichnete die oberste israelische Militärstaatsanwältin Yifat Tomer-Yerushalmi den nächtlichen Luftangriff der israelischen Streitkräfte als „sehr schwerwiegenden Vorfall“ und kündigte vor der Israelischen Anwaltskammer eine vollumfängliche Aufklärung durch den Untersuchungsausschuss des Generalstabs an. Ministerpräsident Netanjahu sprach während einer Rede vor dem Parlament Knesset von einem „tragischen Zwischenfall“.
Am 28. Mai wurde die Verlegung der Bislamach-Brigade nach Rafah sowie die Fortsetzung der Offensive bekanntgegeben. Zum folgenschweren Luftangriff am 26. Mai ergänzte das Militär, dass die beiden verwendeten Präzisionsbomben vom Typ „GBU-39“ mit Sprengköpfen von jeweils 17 Kilogramm Gewicht allein nicht ausgereicht hätten, um ein solches Feuer zu entfachen. Es wird daher vermutet, dass am Angriffsort Munition, Kampfmittel oder andere brennbare Stoffe gelagert waren, welche eine Sekundärexplosion und in weiterer Folge den Brand auslösten. Auf einer UN-Pressekonferenz teilte das UNRWA mit, dass seit Beginn der Offensive mehr als eine Million Menschen aus dem Gebiet von Rafah geflohen seien, darunter in die Gebiete von al-Mawasi und Deir al-Balah. Zudem berichtete die Organisation von schwerem Artilleriebeschuss in dem Gebiet nördlich von Rafah.
Am 29. Mai teilte das israelische Militär mit, dass am Vortag drei Soldaten der Nachal-Brigade durch eine Explosion in einem mit Sprengfallen versehenen Gebäude in Rafah getötet und vier weitere Soldaten teils schwer verwundet worden seien. Zudem hätten die israelischen Streitkräfte die operative Kontrolle über die gesamte Philadelphi-Passage erlangt, wobei entlang des rund 14 km langen Korridors dutzende Raketenwerfer und mehr als 100 Tunnelanlagen entdeckt worden seien, von denen rund 20 nach Ägypten führen.
Am 31. Mai bestätigte das Militär, dass israelische Truppen bereits im Zentrum von Rafah operieren. Zudem seien entlang der Philadelphi-Passage 102 Tunnelschächte entdeckt worden, von denen inzwischen „dutzende“ zerstört worden seien. Außerdem seien fünf vorbereitete Raketenabschussrampen vernichtet worden. Da laut Militärangaben für die Rafah-Offensive mehr Personal benötigt werde als ursprünglich geplant, entschied die israelische Regierung, die Zahl der Reservisten, die im Bedarfsfall einberufen werden dürfen, von 300.000 auf 350.000 zu erhöhen.

### Juni
Ein am 7. Juni veröffentlichter UNRWA-Lagebericht sprach von anhaltenden Angriffen der israelischen Land-, Luft- sowie Seestreitkräfte und einer Ausweitung der IDF-Offensive in Rafah, wobei die eskalierenden Feindseligkeiten die Sicherheit und die Zugangsbedingungen für humanitäre Hilfen weiter verschlechtert hätten. Bis zum 5. Juni hätten fast alle Binnenvertriebenen Rafah verlassen, nur etwa 100.000 Menschen seien in der Gegend geblieben. Alle UNRWA-Unterkünfte in Rafah seien geräumt worden. Der WHO-Generaldirektor Tedros Ghebreyesus teilte mit, dass es aufgrund der Sicherheitslage und der Schließung des Grenzübergangs Rafah schwierig sei, die Gesundheitsdienste funktionsfähig zu halten. In Rafah seien lediglich noch das Al-Helal Al-Emarati Maternity Hospital in Tel al-Sultan, sowie das IKRK-Feldspital und das Feldkrankenhaus der VAE betriebsbereit und die einzigen Einrichtungen in der Region, die medizinische Dienste anbieten.
Am 8. Juni meldeten die IDF die Zerstörung eines Hamas-Trainingsgeländes in Tel al-Sultan, im Westen von Rafah. Zwischen 10. und 16. Juni wurden bei Kämpfen in Rafah 14 israelische Soldaten getötet und mindestens neun weitere verwundet, während sich der Kommandeur des IDF-Südkommandos, Yaron Finkelman, mit in der Stadt Rafah stationierten Kommandeuren traf, um operative Erfolge und Entwicklungen in der Offensive zu besprechen. Dabei teilte er mit, dass die IDF weiter vorrücken werden, bis die Rafah-Brigade der Hamas besiegt sei. Die IDF teilten mit, inzwischen die Kontrolle über die östlichen Außenbezirke, den Stadtteil Al-Brazil, die Philadelphi-Passage entlang der ägyptischen Grenze, sowie das sogenannte NPK-Viertel von Rafah in der Nähe der Lager Shaboura und Yabna erlangt zu haben und in den nordwestlichen Stadtteil Tel al-Sultan vorgedrungen zu sein, womit die 162. Division der IDF bislang die Kontrolle über rund 60 bis 70 Prozent der Stadt erlangt habe. Kämpfe gebe es nur noch vereinzelt in Tel al-Sultan und im Ostteil von Shaboura. Im Zuge der Kampfhandlungen seien bislang mindestens 550 bewaffnete Palästinenser getötet worden, wobei die Rafah-Brigade der Hamas die Bataillone Yabna und Ost-Rafah durch Auflösung verloren habe. Die israelischen Verluste wurden seit Offensivbeginn mit 22 getöteten Soldaten und einer Zivilperson angegeben.
Am 19. Juni drangen israelische Panzertruppen mit Unterstützung durch Kampfflugzeuge und Drohnen tiefer in den Westteil von Rafah vor und operieren dort laut Anwohnern und Hamas-Behörden in bereits fünf Stadtvierteln. Laut einer Erklärung des Bürgermeisters von Rafah, Ahmed Al-Sofi, hätten israelische Truppen bereits den Osten, den Süden und das Zentrum von Rafah erobert und würden im Westen und Norden der Stadt vorgehen. Ganz Rafah sei ein Gebiet israelischer Militäroperationen. Am 23. Juni meldete das israelische Militär die Einnahme des Hamas-Außenpostens Abu Said in Tel al-Sultan. IDF-Generalstabschef Herzi Halewi sprach von bedeutenden Erfolgen und dass die Rafah-Brigade der Hamas als organisierte Kampftruppe zerschlagen sei. Am 30. Juni traf sich Verteidigungsminister Galant mit IDF-Truppen in Rafah und verkündete, dass die Hamas in der Stadt keine Möglichkeit mehr habe, sich mit Truppen, Waffen oder Ausrüstung zu versorgen und dass die Organisation nicht in der Lage sei, sich von den israelischen Operationen zu erholen. Am selben Tag trafen sich Benjamin Netanjahu, Joaw Galant und Herzi Halewi mit hochrangigen Beratern und Militärkommandeuren für eine Lagebeurteilung im Hauptquartier des IDF-Südkommandos in Beʾer Scheva. Dabei wurde mitgeteilt, dass die Offensive in Rafah voraussichtlich in den kommenden Wochen enden und der Krieg in eine neue, weniger intensive Phase übergehen werde.

### Juli
Am 2. Juli gab das israelische Militär bekannt, dass sich laut jüngsten Einschätzungen nur noch etwa 20.000 Palästinenser in der Gegend von Rafah aufhalten würden. Etwa 1,9 Millionen der rund 2,3 Millionen Einwohner des Gazastreifens würden sich inzwischen in der humanitären Zone befinden, welche in der Region al-Mawasi an der Küste des Gazastreifens, in einigen westlichen Stadtteilen von Chan Yunis und in Deir al-Balah im Zentrum des Gazastreifens eingerichtet worden sei. Zudem teilte der IDF-Generalstabschef Herzi Halewi während eines Besuchs einer vorgeschobenen Logistikbasis im südlichen Gazastreifen mit, dass im Zuge der andauernden Operation in Rafah bislang mindestens 900 Terroristen getötet worden seien. Das Militär sei mit der langwierigen Aufgabe betraut, die Infrastruktur der Hamas in Rafah zu zerstören, einschließlich der Tunnelanlagen. Bis 16. Juli wurden nach IDF-Angaben 25 Tunnel entlang der Grenze zwischen Gaza und Ägypten entdeckt, während Pioniertruppen weiterhin das gesamte Grenzgebiet durchkämmen. Der Schwerpunkt der Aktionen liege bei der Aufspürung von unterirdischen Kommando- und Kontrollzentren, Waffenproduktionsstätten sowie Kommunikationszentren, sowie dem Ausfindigmachen von Angriffstunneln in der Nähe der israelischen Grenze und Tunnelknotenpunkten, welche die verschiedenen unterirdischen Netzwerke im Gazastreifen miteinander verbinden. Die Rafah-Brigade der Hamas galt zu diesem Zeitpunkt als größtenteils aufgelöst. Am 17. Juli wurde die Zerstörung eines Angriffstunnels der Hamas bekanntgegeben, welcher bis etwa 200 Meter an die israelische Grenze zwischen Kerem Schalom und Cholit heranreichte. Über diesen Tunnel waren am 6. Juni 2024 vier Hamas-Kämpfer an die israelische Grenze vorgedrungen und hatten einen israelischen Soldaten der Gaza-Division getötet, ehe drei der Angreifer durch Drohnen- und Panzerbeschuss getötet, sowie der vierte Kämpfer zur Flucht gezwungen wurde.

### August
Am 4. August veröffentlichte das israelische Militär Fotos eines rund drei Meter hohen Tunnels zwischen Rafah und Ägypten, groß genug für die Durchfahrt von Fahrzeugen. Nach IDF-Angaben konnten bis zum 15. August mehr als 50 Tunnelanlagen entlang der Philadelphi-Passage von Pioniertruppen entdeckt und zerstört werden. Darüber hinaus bestätigte das Militär, weiterhin im nordwestlichen Stadtteil Tel al-Sultan zu operieren. Am 21. August verkündete Verteidigungsminister Joaw Galant, dass die Rafah-Brigade der Hamas besiegt sei und sich die Zahl der inzwischen zerstörten Tunnel in der Philadelphi-Passage auf 150 erhöht habe. Nach Militärangaben vom 22. August wurden zudem innerhalb der vergangenen Tage rund 50 Terroristen bei Kampfhandlungen in Tel al-Sultan getötet. Am 27. August konnten die IDF eine israelische Geisel aus dem Kibbuz Magen, den 52-jährigen Kaid Farhan Alkadi, lebend aus einem Tunnel in Rafah befreien.
Am 30. August bestätigten die IDF den Zusammenbruch der Rafah-Brigade der Hamas und gaben darüber hinaus bekannt, dass im Zuge der anhaltenden Offensive in Rafah bereits über 1.000 Terroristen getötet worden seien. Überlebende Hamas-Angehörige würden sich zunehmend einer Konfrontation mit den israelischen Streitkräften entziehen und stattdessen versuchen, über die Tunnelanlagen in die humanitäre Zone im Norden zu gelangen. Die Philadelphi-Passage sei zwischenzeitlich durch die Zerstörung von Gebäuden im Umkreis von etwa 800 Metern erweitert worden. Am Nachmittag des 31. August entdeckten israelische Soldaten bei der Durchsuchung eines Tunnelkomplexes in Rafah die Leichen von sechs israelischen Geiseln, vier Männer und zwei Frauen im Alter zwischen 23 und 40 Jahren, von denen fünf am 7. Oktober 2023 beim Massaker von Reʿim und eine beim Massaker von Be’eri entführt worden waren. Die IDF teilten mit, dass die sechs Geiseln kurz vor dem Eintreffen der Truppen von der Hamas ermordet worden seien.

### September
Am 11. September kam es in Rafah bei einem Evakuierungsversuch für einen schwer verwundeten Pionier zum Absturz eines israelischen Militärhubschraubers vom Typ UH-60 Black Hawk, wobei zwei Soldaten der Einheit 669 getötet, sowie sieben weitere Besatzungsmitglieder verletzt wurden, vier davon schwer, die im Universitären Medizinischen Zentrum Soroka in Beʾer Scheva behandelt wurden. Die IAF bezeichnete den Vorfall als Unfall. Am 12. September verkündete der Kommandeur der 162. IDF-Division, Brigadegeneral Itzik Cohen, dass die IDF die operative Kontrolle über das gesamte Stadtgebiet erlangt haben und die vier Bataillone der Rafah-Brigade der Hamas vollständig besiegt wurden. Es seien mindestens 2.308 Terroristen getötet und Tunnel mit einer Länge von über 13 Kilometern zerstört worden. Pioniertruppen hätten 203 separate, aber miteinander verbundene Tunnel in der Philadelphi-Passage entdeckt, die sich von der ägyptischen Grenze bis etwa 300 Meter weit entfernt an den Stadtrand von Rafah erstrecken. Die meisten davon seien bereits zerstört worden. Es gebe neun unterirdische Anlagen, die auf ägyptisches Territorium führen, welche jedoch nicht mehr nutzbar seien.
Am 17. September verkündeten die IDF die Tötung von Ahmed al-Hashash, dem Kommandeur der Raketeneinheit des Islamischen Dschihad in Rafah. Darüber hinaus wurden im Laufe des Tages bei Angriffen in Rafah vier israelische Soldaten getötet, darunter mit der 20-jährigen Sanitäterin Agam Naim auch die erste Frau der IDF seit Beginn der Bodenoffensive im Gazastreifen. Sechs weitere Soldaten wurden teils schwer verwundet. Am 27. September verkündeten die IDF, dass nach ihrer Einschätzung die Hamas im gesamten Gazastreifen militärisch besiegt sei und sich zu einer Guerillagruppe entwickelt habe, deren Zerschlagung noch einige Zeit in Anspruch nehmen wird.

### Oktober
Anfang Oktober wurde die 162. Division von Rafah nach Dschabaliya im nördlichen Gazastreifen verlegt, nachdem Bemühungen der Hamas festgestellt worden waren, ihre operativen Kapazitäten in der Gegend wieder aufzubauen. Die Sicherung des Gebietes von Rafah wurde daraufhin von der 143. IDF-Division, auch Gaza-Division genannt, übernommen. Am 17. Oktober gaben die IDF und der Schin Bet bekannt, dass der Hamas-Führer Yahya Sinwar in einem Gebäude in Rafah getötet worden sei. Der Kommandeur des Hamas-Bataillons Tel Sultan, Mahmoud Hamdan, welcher laut IDF für die Bewachung des Hamas-Führers Yahya Sinwar und der sechs ermordeten israelischen Geiseln verantwortlich war, wurde nach Armeeangaben am 18. Oktober bei einem Schusswechsel in Rafah getötet.

## Erneute Offensive
In den folgenden Monaten blieb Rafah von israelischen Streitkräften besetzt, wobei die Kampfhandlungen aufgrund eines zwischen Israel und der Hamas ausgehandelten Waffenstillstandes ab 19. Januar 2025 abflauten und es zu einer Rückkehr Zehntausender Bewohner kam. Nach dem Scheitern der Verhandlungen zur Verlängerung des Waffenstillstandes bzw. der Einleitung einer weiteren Phase des Abkommens, wurden die Offensivhandlungen seitens Israels mit 18. März 2025 wieder aufgenommen. Die IDF erließen erneut einen umfassenden Evakuierungsbefehl für Rafah, der vom UN-Hochkommissariat für Menschenrechte als nicht den Anforderungen des Völkerrechts entsprechend bezeichnet wurde. Die IDF intensivierten ihre Bodenoperationen und Luftangriffe bis Anfang April und verlagerten ihren Fokus auf das bislang nicht besetzte Gebiet zwischen Rafah und Chan Yunis, welches als Morag-Korridor, ähnlich dem Philadelphi-Korridor, besetzt werden soll. Diese Maßnahme solle die verbliebenen Einheiten der Rafah-Brigade der Hamas abschneiden. Darüber hinaus wurde das Viertel Tel al-Sultan eingekesselt. Ziel der neuen Kampfhandlungen sei es, Druck auf die Hamas auszuüben und die Freilassung der verbliebenen Geiseln zu erreichen.

## Lage der Hamas und Kampfumfeld
Laut israelischem Militär galt die Rafah-Brigade der Hamas, welche aus den vier Bataillonen Yabna (Süd), Shaboura (Nord), Tel Sultan (West) und Ost-Rafah bestand, als die zu Kriegsbeginn kampfschwächste Brigade der Terrororganisation. Nach militärischen Einschätzungen erhöhte sich jedoch die Kampfkraft und Widerstandsfähigkeit der Brigade durch zahlreiche Kämpfer der Hamas, welche aufgrund der israelischen Bodenoffensive im Norden und Zentrum des Gazastreifens in das südliche Rafah geflohen waren und sich mehr als sechs Monate auf die IDF-Offensive vorbereiten konnten. Als die IDF ihre Operationen in Rafah begannen, schätzte das Militär, dass sich noch rund 2.000 Kämpfer der Hamas in der Stadt aufhielten. Der Rest habe sich nach Darstellung des Militärs, aufgrund des Fehlens israelischer Kontrollpunkte, unter die mehr als eine Million Zivilisten gemischt, welche Rafah in Richtung der humanitären Zone im Norden verlassen hätten. Der Feind verfüge zwar über keine gepanzerten Fahrzeuge und keine Luftwaffe, operiere jedoch innerhalb eines in den letzten anderthalb Jahrzehnten aufgebauten Tunnelnetzwerks, welches im dichten Stadtgebiet vorwiegend für Hinterhalte mit Handfeuerwaffen und Panzerabwehrhandwaffen genutzt werde. Die Eingänge zu diesen Tunneln würden sich meist in mit Sprengfallen versehenen Gebäuden befinden. Liron Betito, Kommandant der in Rafah operierenden Givʿati-Brigade der IDF, teilte mit, dass die israelischen Truppen über der Erde nahezu ungehindert operieren könnten, jedoch ständig mit Angriffen aus dem Untergrund rechnen müssten. Um ein Gebiet zu kontrollieren und zu halten, sei es notwendig, Gebäude nach Tunneleingängen zu inspizieren und ausgemachte Tunnelschächte mittels Sprengstoff unbrauchbar zu machen. Dadurch sollen die Hamas-Kämpfer in den Tunnelanlagen getötet oder ins Freie gezwungen werden. Yair Zuckerman, Kommandant der ebenfalls in Rafah operierenden Nachal-Brigade, fügte hinzu, dass es in Rafah fast kein Haus ohne Tunneleingang gebe und dass die Gebäude in einem riesigen Labyrinth miteinander verbunden seien. Verzögert werde das israelische Vorgehen auch aufgrund der sensiblen Verhältnisse rund um die Grenze zu Ägypten und den angespannten Beziehungen zwischen den beiden Ländern, sowie der bestehenden Möglichkeit, dass entführte Geiseln noch in der Stadt festgehalten werden. Bis 16. Juni 2024 seien nach IDF-Angaben die Bataillone Yabna und Ost-Rafah aufgelöst sowie die verbliebenen beiden Bataillone der Hamas in ihren Fähigkeiten beeinträchtigt worden. Bis Ende des Monats Juni 2024 wurde die Rafah-Brigade laut israelischer Darstellung als organisierte Kampftruppe zerschlagen.
Der Hamas-Funktionär Osama Hamdan warnte während einer Pressekonferenz in Beirut davor, dass es kein Waffenstillstandsabkommen geben werde, solange die israelische Militäroperation in Rafah fortgesetzt werde.
Izzat al-Risheq, Mitglied des Hamas-Politbüros, teilte am 26. Mai 2024 mit, dass die Hamas standhaft bei ihrer Forderung nach einem dauerhaften und vollständigen Stopp der israelischen Militäroperationen im gesamten Gazastreifen, nicht nur in Rafah, bleibe. Die Organisation habe zudem im Vorfeld neuer Gespräche über die Freilassung der Geiseln und einen vorübergehenden Waffenstillstand keine neuen Vorschläge von den Unterhändlern erhalten.

## Reaktionen

### Vereinte Nationen
Die Kommunikationsdirektorin des Flüchtlingshilfswerks UNRWA, Juliette Touma, teilte mit, dass die Organisation dem Aufruf des israelischen Militärs nicht folgen und sich nicht an einer Zwangsevakuierung der Bevölkerung in Rafah oder anderswo in Gaza beteiligen werde. Der Evakuierungsaufruf wurde auch vom UN-Generalsekretär António Guterres und dem UN-Menschenrechtsbeauftragten Volker Türk verurteilt.
Das Kinderhilfswerk UNICEF teilt mit, dass sich unter den rund 1,2 Millionen Menschen in Rafah etwa 600.000 Kinder befinden würden und warnte vor einer Katastrophe.
Aufgrund des israelischen Luftangriffs auf Rafah vom 26. Mai berief der Sicherheitsrat der Vereinten Nationen eine Krisensitzung für den 28. Mai ein. Algerien gab bekannt, einen UN-Resolutionsentwurf vorzulegen, welcher ein Ende des „Tötens“ in Rafah fordere.

### Internationaler Gerichtshof und Internationaler Strafgerichtshof
Am 16. Mai begann der Internationale Gerichtshof (IGH) in Den Haag mit der Anhörung eines Antrags Südafrikas gegen Israel, in dem das Land beschuldigt wird, in Gaza Völkermord an Palästinensern begangen zu haben. Bei dieser Gelegenheit wurde der Gerichtshof aufgefordert, Israel anzuweisen, seine Operation in der Stadt Rafah einzustellen. Südafrika argumentierte, dass ein vollständiger israelischer Angriff auf Rafah gegen die Völkermordkonvention verstoßen würde. Das israelische Anwaltsteam widersprach am 17. Mai vor Gericht der südafrikanischen Darstellung und bezeichnete Rafah als Zentrum anhaltender terroristischer Aktivitäten, wobei die Hamas ihre eigene Zivilbevölkerung als menschliche Schutzschilde missbrauche. Israel unternehme humanitäre Anstrengungen, um den Schaden für Zivilisten zu mildern und nehme dafür eine wochenlange Verzögerung seiner Militäroperation und den Verlust operativer Vorteile in Kauf. In einem detaillierten Bericht legte das Team die Bemühungen des Landes dar, palästinensischen Zivilisten humanitäre Hilfe bereitzustellen, darunter über den bei Rafah gelegenen israelischen Grenzübergang Kerem Schalom, über welchem am Vortag 330 Hilfslastwagen nach Gaza gelangt seien. Nach der Anhörung teilte der israelische Außenminister Israel Katz in einer Erklärung mit, dass keine Macht Israel daran hindern werde, sein Recht auf Selbstverteidigung auszuüben. Der Kampf werde an der rechtlichen, politischen und militärischen Front weitergeführt, bis alle 132 Geiseln zu ihren Angehörigen zurückgekehrt seien.
Am 24. Mai entschied das Gericht mit 13 zu 2 Stimmen, dass Israel seine Militäroffensive und alle anderen Aktionen in der Provinz Rafah, die der palästinensischen Bevölkerungsgruppe im Gazastreifen Lebensbedingungen auferlegen, die zu ihrer vollständigen oder teilweisen physischen Vernichtung führen könnten, sofort einstellen müsse. Bei der Verlesung der Entscheidung erklärte der Präsident Nawaf Salam, dass diese Bedingungen nach Ansicht des Gerichts erfüllt seien. Die israelische Regierung widersprach dieser Darstellung und teilte mit, dass der IGH nicht jede militärische Operation an sich untersage, sondern nur solche, welche zur teilweisen oder völligen Vernichtung der Zivilbevölkerung führen würde. Solche würde Israel jedoch nicht durchführen und kündigte deshalb an, die Militäroffensive fortsetzen zu wollen. Am Folgetag setzte das Militär seine Offensive gegen die Hamas fort. Der bei der Abstimmung beteiligte deutsche Richter Georg Nolte erklärte, der Erlass, für den er gestimmt habe, verbiete militärische Aktionen, sofern sie das Recht des palästinensischen Volkes auf Schutz vor Völkermord gefährden könnten. Er betonte jedoch, dass das Gericht bei der Lösung der Situation nur eine begrenzte Rolle spiele. Es müsse darauf achten, die Grenzen dessen, was es tun könne und sollte, nicht überschreite.

### Europäische Union
Auf seiner Tagung am 21. und 22. März 2024 forderte der Europäische Rat die israelische Regierung auf, keine Bodenoperation in Rafah durchzuführen. EU-Kommissionspräsidentin Ursula von der Leyen hatte während der EU-Wahldebatte in Maastricht eine Invasion in Rafah für „völlig inakzeptabel“ erklärt. Der von Israel dann am 6. Mai verkündete Evakuierungsaufruf wurde unter anderem vom EU-Außenbeauftragten Josep Borrell und dem Präsidenten des Europäischen Rates Charles Michel verurteilt. Das französische Außenministerium sprach sich in einer Erklärung entschieden gegen eine Rafah-Offensive aus und bezeichnete die erzwungene Vertreibung einer Zivilbevölkerung als Kriegsverbrechen. 67 EU-Abgeordnete forderten in einem offenen Brief die Verhängung von EU-Sanktionen gegen Israel.
Am 15. Mai forderte Josep Borrell im Namen der EU nachdrücklich dazu auf, die Militäroperation in Rafah sofort zu beenden. Eine Fortsetzung der Offensive würde unweigerlich eine schwere Belastung für die Beziehungen der EU zu Israel bedeuten.

### Vereinigte Staaten
Matthew Miller, Sprecher des US-Außenministeriums, teilte wenige Stunden nach dem Aufruf zur Evakuierung mit, dass die derzeit von Israel geplante Rafah-Offensive von den USA nicht unterstützt werde. Laut Miller fehle ein umsetzbarer Plan zum Schutz und zur Versorgung der Zivilbevölkerung. Die Evakuierungsbefehle der IDF würden rund 100.000 Palästinenser betreffen, wobei sich zahlreiche weitere Menschen aus anderen Stadtteilen einer Flucht anschließen könnten. Es gebe für die Menschen nur begrenzte Orte, an denen sie innerhalb des Gazastreifens fliehen könnten. Zudem gebe es keine wirksame Möglichkeit, sie ausreichend mit Hilfsgütern zu versorgen oder sicherzustellen, dass sie Zugang zu Unterkünften und sanitären Einrichtungen hätten. Am 8. Mai bestätigte die US-Regierung, dass sie erstmals seit dem 7. Oktober 2023 eine für Israel bestimmte Waffenlieferung blockiert habe. Aufgrund von Bedenken über einen Einsatz im dicht mit Zivilisten bevölkerten Rafah werde eine Lieferung von 3.500 Fliegerbomben von 500 und 2000 Pfund zurückgehalten. Auch werde eine Lieferung von JDAM-Kits (Nachrüstsätze für ungelenkte Bomben) vorläufig gestoppt. Am 9. Mai verkündete US-Präsident Joe Biden, dass seine Regierung Israel weder unterstützen noch mit Angriffswaffen ausstatten werde, wenn es eine Offensive gegen die Hamas in besiedelten Teilen von Rafah starte.
Am 22. Mai bezeichnete der nationale US-Sicherheitsberater Jake Sullivan im Zuge einer Pressekonferenz die bisherige Operation der israelischen Streitkräfte als „zielgerichtet“ sowie „begrenzt“ und betonte, dass es sich nicht um größere Militäreinsätze im Zentrum dicht besiedelter Stadtgebiete handle. Die USA würden die Offensive genau verfolgen und weiterhin Informationen von Israel erhalten.
Auch am 28. Mai teilte Matthew Miller mit, dass die Biden-Regierung zutiefst betrübt über den Angriff der israelischen Streitkräfte vom 26. Mai in Rafah sei und Israel die Pflicht habe, alles Mögliche zu tun, um bei seinen Operationen den Schaden für die Zivilbevölkerung so gering wie möglich zu halten. Jedoch hätten die israelischen Operationen in Rafah noch nicht das Ausmaß überschritten, das die USA als Großoffensive definieren würden.

### Naher Osten
Die Vereinigten Arabischen Emirate verurteilten Israels Übernahme des Grenzübergangs Rafah auf das Schärfste, während Katar die internationale Gemeinschaft aufforderte, einen Völkermord in Rafah zu verhindern. Der ägyptische Außenminister Samih Schukri dementierte hingegen inoffizielle Stimmen aus Kairo, dass der Friedensvertrag zwischen Israel und Ägypten gefährdet sei. Jedoch teilte Ägypten mit, die laufende Klage Südafrikas gegen Israel vor dem Internationalen Gerichtshof zu unterstützen, in der Israel des Völkermords in Gaza beschuldigt wird. Auch weigere sich das Land, Hilfslieferungen über Rafah nach Gaza zu koordinieren, solange sich israelische Streitkräfte am Grenzübergang Rafah befinden. Am 16. Mai verkündete die VAE-Tageszeitung The National, dass Ägypten ein Gremium aus internationalen Rechtsexperten gebildet habe, welches mögliche diplomatische Schritte gegen Israel erwäge. Ein israelischer Vorschlag, Israel und Ägypten sollten sich bei der Wiedereröffnung des Grenzübergangs Rafah abstimmen und seinen künftigen Betrieb regeln, wurde von Ägypten abgelehnt. Das Land bestehe darauf, dass der Übergang nur von den palästinensischen Behörden verwaltet werden dürfe.
Am 24. Mai 2024 vereinbarten der ägyptische Präsident Abd al-Fattah as-Sisi und der US-Präsident Joe Biden, vorübergehend humanitäre Hilfe und Treibstoff, welche sich auf der ägyptischen Seite des Grenzübergangs Rafah angesammelt hatte, über den israelischen Grenzübergang Kerem Schalom an die Vereinten Nationen in Gaza umzuleiten, bis rechtliche Mechanismen vorhanden seien, um den Grenzübergang Rafah von palästinensischer Seite aus wieder zu öffnen. Ägypten weigerte sich weiterhin, den Grenzübergang nach Rafah wieder zu öffnen, solange die israelischen Truppen nicht von der palästinensischen Seite abgezogen sind.
Der türkische Staatspräsident Recep Tayyip Erdoğan erklärte am 27. Mai, sein Land werde alles Mögliche tun, um den „barbarischen“ israelischen Ministerpräsidenten Netanjahu für den tödlichen Luftangriff in Rafah vom 26. Mai zur Rechenschaft zu ziehen.

### Andere Reaktionen
Die Afrikanische Union warf Israel vor, mit seinem Luftangriff vom 26. Mai weiterhin ungestraft gegen das Völkerrecht zu verstoßen und ein Urteil des Internationalen Gerichtshofs zu missachten.
Amnesty International teilte am 27. August 2024 mit, dass die israelischen Streitkräfte bei zwei Angriffen im Mai auf Kämpfer der Hamas und des Islamischen Dschihad in Rafah nicht alle notwendigen Vorsichtsmaßnahmen getroffen haben, um Schaden von der Zivilbevölkerung abzuwenden oder zu minimieren. Dazu zähle der israelische Luftangriff vom 26. Mai auf das Behelfslager Kuwaiti Peace Camp im Westen Rafahs, wobei mindestens 36 Menschen, darunter sechs Kinder, getötet wurden. Zudem seien am 28. Mai mindestens drei israelische Panzergranaten auf einen als humanitäre Zone ausgewiesenen Ort im Gebiet al-Mawasi in Rafah abgefeuert worden, wobei 23 Zivilpersonen, darunter sieben Frauen und zwölf Kinder getötet, sowie viele weitere verletzt wurden. Nach Ansicht der Organisation waren die Angriffe mutmaßlich wahllos bzw. unverhältnismäßig und sollten als Kriegsverbrechen untersucht werden. Gleichzeitig kritisierte Amnesty die Anwesenheit von Kämpfern der Hamas und des Islamischen Dschihad in den beiden Vertriebenenlagern, welche durch ihre Anwesenheit wissentlich das Leben von Zivilisten gefährdeten und mit der Wahl des Standorts mutmaßlich gegen die Verpflichtung verstießen, bewaffnete Einheiten, sofern dies möglich ist, nicht in dicht besiedelten Gebieten zu stationieren.

## Besondere Vorfälle
Am 15. Mai teilte der stellvertretende UN-Sprecher Farhan Haq mit, dass am 13. Mai ein israelischer Panzer ein deutlich gekennzeichnetes UN-Fahrzeug in Rafah angegriffen und dabei einen 46-jährigen UN-Sicherheitsbeamten aus Indien getötet habe. Laut Haq handelte es sich um den ersten internationalen Mitarbeiter der Vereinten Nationen, der im aktuellen Gaza-Krieg getötet wurde. Zudem sei bei dem Vorfall auch eine jordanische UN-Mitarbeiterin verletzt worden. Diese sei inzwischen von einem jordanischen Militärflugzeug zur weiteren Behandlung nach Amman ausgeflogen worden. Die IDF verkündeten nach einer ersten Untersuchung, dass sich das UN-Fahrzeug in einer aktiven Kampfzone befunden habe und dass das Militär nicht über die Route des Fahrzeugs informiert gewesen sei. Noch am 14. Mai hatten die IDF Drohnenaufnahmen veröffentlicht, welche palästinensische Bewaffnete in einem UNRWA-Logistikzentrum in Rafah und in der Nähe von Fahrzeugen der Vereinten Nationen zeigen sollen. Vertreter des COGAT hätten daraufhin die Vereinten Nationen aufgefordert, die Angelegenheit dringend zu untersuchen. Israel hat der UNRWA zuvor vorgeworfen, der Hamas die Nutzung ihrer Einrichtungen in Gaza für Terrorzwecke zu ermöglichen. Außerdem seien Beweise dafür vorgelegt worden, dass mehrere Mitarbeiter der Behörde Mitglieder von Terrorgruppen sind und an dem Anschlag vom 7. Oktober beteiligt waren.
Am 27. Mai kam es in der Nähe des Grenzübergangs Rafah zu einem Schusswechsel zwischen israelischen Streitkräften und Mitgliedern des palästinensischen Widerstands, der zu Schüssen in mehrere Richtungen geführt habe. Dabei wurden auch zwei ägyptische Grenzsoldaten getötet. Weder Ägypten noch Israel veröffentlichten nähere Details zu dem Vorfall.
Am 23. März 2025, wenige Tage nach der Wiederaufnahme der Offensive, kam es im Stadtteil Tel al-Sultan zu einem schwerwiegenden Vorfall, bei dem 15 palästinensische Ersthelfer – acht vom Palästinensischen Roten Halbmond, sechs vom Palästinensischen Zivilschutz und einer vom Hilfswerk der Vereinten Nationen – von israelischen Soldaten der Golani-Brigade erschossen wurden. Laut vorläufigen Ermittlungen der israelischen Armee, hätten die Truppen aufgrund einer „wahrgenommenen Bedrohung“ nach einem früheren Zusammenstoß in dem Gebiet das Feuer auf den Konvoi eröffnet. Sechs der bei dem Vorfall getöteten Personen seien als Hamas-Terroristen identifiziert worden. Nach dem Auftauchen eines Handyvideos eines der Getöteten, auf dem entgegen der israelischen Darstellung die deklarierten Einsatzfahrzeuge mit eingeschalteten Scheinwerfern und aktivierten Einsatzleuchten unterwegs waren und unter Beschuss genommen wurden, gaben die IDF eine erneute Untersuchung des Vorfalls bekannt. Zwischenzeitlich hatten die IDF die Leichen in einem Massengrab am Straßenrand abgelegt, wo sie erst nach rund einer Woche geborgen werden konnten. Die Einsatzfahrzeuge waren von gepanzerten Planierraupen zerquetscht und vergraben worden. Das israelische Vorgehen rief internationale Proteste hervor.